# Rainer Zitelmann
Rainer Zitelmann (n. 14 iunie 1957, Frankfurt am Main, RFG) este un istoric, sociolog și antreprenor german.

## Viața
Rainer Zitelmann s-a născut la Frankfurt, Germania, în 1957, fiind fiul scriitorului și teologului Arnulf Zitelmann. La școală a fost maoist.[1] Între 1978 și 1986 a studiat istoria și științele politice la Universitatea Tehnică din Darmstadt (unde a susținut primul examen de stat în 1983 și a primit calificativul „cu distincție”). Apoi, în 1987, a susținut cel de-al doilea examen de stat în domeniul învățământului postuniversitar, tot „cu distincție”.
În 1986, Zitelmann a absolvit Universitatea Tehnică din Darmstadt și a primit titlul de Dr. phil. (summa cum laude) sub îndrumarea profesorului Karl Otmar von Aretin. Teza sa de doctorat a fost publicată sub formă de carte (germană: Hitler. Selbstverständnis eines Revolutionärs; în engleză: Hitler's National Socialism). Între 1987 și 1992, Zitelmann a lucrat la Universitatea Liberă din Berlin.
Între 1992 și 1993, a fost editor literar și membru al Consiliului de Administrație al editurii Ullstein und Propyläen, care era a treia editură ca mărime din Germania la acea vreme. S-a transferat apoi la principalul cotidian german, Die Welt, unde a condus numeroase secțiuni înainte de a deveni șeful secțiunii imobiliare a ziarului.
În anul 2000, a fondat Dr.ZitelmannPB.GmbH, pe care a ajuns să o transforme de departe în cea mai importantă firmă de consultanță în domeniul poziționării și comunicării pentru industria imobiliară din Germania. În 2016, a vândut compania în cadrul unui proces de achiziție de către directorat.
Zitelmann a fost un investitor imobiliar de succes. A cumpărat foarte ieftin între 1999 și 2009 proprietăți rezidențiale de închiriat și a vândut majoritatea acestora începând cu 2015. Aceste investiții sunt cele care l-au făcut bogat.[2]
În 2016, sub îndrumarea profesorului Wolfgang Lauterbach de la Facultatea de Științe Economice și Sociale a Universității din Potsdam, Zitelmann a obținut al doilea doctorat pentru teza sa despre psihologia super-bogaților și a primit titlul de Dr. rer. pol. (magna cum laude). Studiul său a fost publicat în limba engleză sub titlul The Wealth Elite în 2018.
Zitelmann scrie pentru numeroase instituții media importante din Europa și America, inclusiv pentru ziare precum Die Welt, FAZ, Focus (Germania), Neue Zürcher Zeitung (Elveția), City AM (Marea Britanie), Forbes, Washington Examiner, National Interest (SUA), Linkiesta (Italia), Le Point (Franța) și pentru mass-media din Argentina, Brazilia, Chile, Coreea, Vietnam și China. Contribuțiile sale se axează în principal pe apărarea capitalismului și pe subiecte academice legate de bogăție.

## Publicații științifice

### Publicații istorice: Național-socialismul lui Hitler
În prima sa teză de doctorat,[3] Zitelmann a analizat o gamă largă de surse cuprinzătoare pentru a reconstrui conceptele și obiectivele lui Hitler, în special politicile sale sociale, economice și interne. Într-una dintre concluziile cercetării sale, Zitelmann a arătat că Hitler a reflectat mai pe larg asupra problemelor de politică socială și economică, că motivele anticapitaliste și social-revoluționare au jucat un rol mai important în viziunea sa asupra lumii decât se presupunea anterior și că Hitler se vedea pe sine ca un revoluționar.
Cartea a fost recenzată în numeroase jurnale internaționale.[4] În Journal of Modern History, Klemens von Klemperer a scris: „Zitelmann și-a propus să se abțină de la judecăți morale; dar erudiția sa meticuloasă și responsabilă răsună cu atât mai tare. Cartea sa constituie o piatră de hotar pentru înțelegerea noastră despre Adolf Hitler”.[5]
După publicarea tezei sale de doctorat, Zitelmann a continuat să publice o serie de cărți despre istoria Germaniei în secolul al XX-lea.

### Publicații sociologice:Elita bogățieianalizează psihologia super-bogaților
În 2017, studiul lui Zitelmann privind persoanele ultra-înstărite, cu active de zeci și sute de milioane, a fost publicat sub titlul: The Wealth Elite: A Groundbreaking Study of the Psychology of the Super-Rich. Cartea s-a bazat pe interviuri aprofundate cu 45 de persoane bogate. Cartea a luat forma unui studiu calitativ de științe sociale, deoarece nu există cohorte reprezentative suficient de mari pentru un studiu cantitativ al super-bogaților. Majoritatea celor intervievați în cadrul studiului a fost constituită din oameni care au ajuns multimilionari prin propriile forțe. Studiul arată că o mare parte dintre cei foarte bogați au fost implicați în activități antreprenoriale încă din perioada școlii și / sau a facultății. Rezultatele lor educaționale nu au jucat un rol decisiv în ceea ce privește nivelul de bogăție pe care l-au atins: în cuartila superioară a persoanelor intervievate erau chiar mai mulți membri fără diplomă universitară decât în cea inferioară. În procesul de luare a deciziilor, intervievații ultra-bogați ai lui Zitelmann au avut tendința de a acționa intuitiv, mai degrabă decât să se ghideze după analize. Cunoștințele implicite dobândite în urma unor experiențe de învățare implicite – adesea informale – au jucat un rol mult mai important decât educația academică, s-a constatat în studiu. Toate persoanele intervievate au completat un test de personalitate Big Five. Conform acestui test, conștiinciozitatea este o trăsătură deosebit de puternică, iar nervozitatea o trăsătură deosebit de slabă. Extrovertirea și deschiderea către experiențe noi s-au evidențiat, de asemenea, ca trăsături pronunțate. Acest lucru confirmă constatările cercetărilor anterioare. În schimb, cercetările de până acum au subestimat rolul abilităților de vânzare în succesul financiar al celor super-bogați. Persoanele intervievate însele au evaluat extrem de mult importanța abilităților de vânzare. Majoritatea celor intervievați au depășit eșecuri și crize considerabile în timp ce își construiau averea – iar din interviuri a reieșit că există multe asemănări în modul în care aceștia fac față înfrângerilor și eșecurilor. Una dintre principalele constatări ale studiului este aceea că mulți dintre cei care s-au ridicat prin propriile puteri sunt nonconformiști care au înotat în mod repetat împotriva curentului de opinie predominant și au reușit să își construiască averea în calitate de îndărătnici . Studiul a atras atenția în întreaga lume și a fost publicat în numeroase limbi. Financial Times a scris: „Studiul lui Rainer Zitelmann despre psihologia celor super-bogați este un proiect ambițios. Puțini ar putea fi mai bine calificați pentru a-l face decât Dr. Zitelmann – istoric, sociolog, jurnalist, om de afaceri și investitor. Nu mai există niciun studiu comparabil și este o lectură convingătoare pentru toți cei care trebuie să înțeleagă caracteristicile și motivațiile antreprenorilor bogați. Acești oameni dirijează creșterea economică, susțin inovația, creează locuri de muncă și finanțează proiecte filantropice. Atunci de ce nu s-a făcut niciodată un astfel de studiu? Este greu să ai acces la acești oameni și să concepi chestionare care să genereze un răspuns semnificativ”.[6]

### Publicații sociologice: Stereotipurile și prejudecățile împotriva celor bogați
În 2020 a fost publicată cartea lui Zitelmann The Rich in Public Opinion, în care Zitelmann critică faptul că cercetările academice privind prejudecățile au neglijat până acum explorarea prejudecăților împotriva unei anumite minorități: cei bogați.[7] Cartea sa se bazează pe un sondaj internațional realizat de Institutul Allensbach și Ipsos Mori în Germania, Statele Unite, Marea Britanie și Franța. Pe baza sondajului, respondenții au fost repartizați într-unul dintre cele trei grupuri: „invidioși sociali”, „neinvidioși” și „ambivalenți”. Zitelmann a calculat un coeficient de invidie socială, care indică raportul dintre invidioșii sociali și non-invidioși dintr-o anumită țară. O valoare de 1,0 ar indica faptul că numărul invidioșilor sociali și al non-invidioșilor este egal. O valoare mai mică de 1,0 indică faptul că numărul celor care nu sunt invidioși este mai mare decât cel al invidioșilor sociali. Astfel, invidia socială este cea mai mare în Franța, cu o valoare de 1,26, urmată de Germania, cu o valoare de 0,97. Invidia socială este semnificativ mai mică în Statele Unite (0,42) și în Marea Britanie (0,37). Acuratețea distincției dintre aceste trei grupuri se poate observa mai ales în răspunsurile clar divergente oferite de invidioșii sociali și de cei care nu sunt invidioși la zeci de alte întrebări din cadrul sondajului.
În urma publicării studiului său, Zitelmann a comandat alte sondaje în alte țări și a publicat rezultatele în 2021, într-un articol pentru Economic Affairs, „Atitudini față de bogăție în șapte țări: Coeficientul de invidie socială și indicele sentimentului față de bogăție”.[8]

## Scrieri
Următoarele cărți sunt disponibile în limba engleză:
- The Nazi Elite, New York University Press, New York, 1993, ISBN 978-0-81477-950-7.
- Hitler: The Policies of Seduction, Allison & Busby, Londra, 2000, ISBN 978-1-90280-903-8.
- (Ediție extinsă 2022:) Hitler's National Socialism, Management Books 2000, Gloucestershire, 2022, ISBN: 978-1-85252-790-790-7
- Dare to be Different and Grow Rich, Indus Source Books, Mumbai 2012, ISBN 978-8-18856-937-3.
- The Wealth Elite: A groundbreaking study of the psychology of the super rich, Lid Publishing, Londra și New York 2018, ISBN 978-1-91149-868-1.
- The Power of Capitalism: A Journey Through Recent History Across Five Continents, Lid Publishing, Londra și New York 2018, ISBN 978-1-91255-500-0.
- Dare to be Different and Grow Rich: The Secrets of Self-Made People (Îndrăznește să fii diferit și să te îmbogățești: Secretele oamenilor care s-au făcut singuri), Lis Publishing, Londra și New York 2019, ISBN 978-1-91255-567-3.
- Arta unei vieți de succes: Înțelepciunea veacurilor de la Confucius la Steve Jobs., Lid Publishing, Londra și New York 2020, ISBN 978-1-9121255-567-3.
- The Rich in Public Opinion: What We Think When We Think about We Wealth, Cato Institute, Washington 2020, ISBN 978-1-94864-767-0.
- How People Become Famous: Genius of Self-Marketing from Albert Einstein to Kim Kardashian. Management Books 2000. Gloucestershire, 2021, ISBN 978-1-85252-789-1.